# Lobelia ghiesbreghtii
Lobelia ghiesbreghtii là loài thực vật có hoa trong họ Hoa chuông. Loài này được Decne. mô tả khoa học đầu tiên năm 1848.